# Diócesis de Daming
La diócesis de Daming o de Taming (en latín: Dioecesis Tamimensis y en chino: 天主教大名教区) es una circunscripción eclesiástica de la Iglesia católica en China. Se trata de una diócesis latina, sufragánea de la arquidiócesis de Pekín. Desde el 8 de julio de 1947 es sede vacante, pero administrada de hecho por el obispo Joseph Sun Jigen. La Asociación Patriótica Católica China suprimió la diócesis en 1980, y con parte de la diócesis de Yongnian fue erigida la diócesis de Handan, sin asentimiento de la Santa Sede.

## Territorio y organización
La diócesis extiende su jurisdicción sobre los fieles católicos de rito latino residentes en parte de las provincias de Hebei y Henan.
La sede de la diócesis se encuentra en la ciudad de Daming, en donde se halla la Catedral de la Madre de la Gracia.
En 2023 en la diócesis no se conoce el número de parroquias.

## Historia
La prefectura apostólica de Daming fue erigida el 11 de marzo de 1935 con la bula Catholicae fidei del papa Pío XI, obteniendo el territorio del vicariato apostólico de Xianxian (hoy diócesis de Xianxian).
En mayo de 1945 Daming fue ocupada por el Partido Comunista de China y el prefecto apostólico Nicolaus Szarvas resultó gravemente herido. El 4 de noviembre de 1946 la catedral fue dañada por un bombardeo de la Fuerza Aérea de la República de China. En diciembre de 1947 el presbítero Szarvas abandonó China.
El 10 de julio de 1947 la prefectura apostólica fue elevada al rango de diócesis con la bula Inceptum a Nobis del papa Pío XII.
Los comunistas se impusieron en la guerra civil y se proclamó la República Popular China el 1 de octubre de 1949. Todos los misioneros extranjeros fueron expulsados de China comunista. En 1951 China comunista y la Santa Sede rompieron relaciones diplomáticas, reconociendo la Santa Sede a la República de China en Taiwán como el legítimo gobierno chino.
La Asociación Patriótica Católica China fue creada con el apoyo de la Oficina de Asuntos Religiosos de la República Popular de China en 1957, con el objetivo de controlar las actividades de los católicos en China. Su nombre público es Iglesia católica china y es referida como la "Iglesia oficial" en contraposición a la "Iglesia subterránea" o "Iglesia clandestina" leal a la Santa Sede.
En el período de 1966 a 1976 la Revolución Cultural se ensañó especialmente contra la religión, destruyéndose numerosas iglesias.
La diócesis fue suprimida por las autoridades chinas en 1980, y junto con parte de la diócesis de Yongnian fue erigida la diócesis de Handan. 
El 22 de septiembre de 2018 se firmó en Pekín el Acuerdo provisional entre la Santa Sede y la República Popular de China sobre el nombramiento de los obispos. El 22 de octubre de 2020 el acuerdo fue prorrogado por otros dos años y en octubre de 2022 por otros dos años más.
Debido a la situación particular de la Iglesia católica en China, la Santa Sede no nombra obispos para las diócesis chinas, que son sedes oficialmente vacantes incluso en presencia de obispos reconocidos por Roma.

## Episcopologio
- Nicolaus Szarvas, S.I. † (31 de enero de 1936-8 de julio de 1947 renunció)
  - Gaspar Lischerong, S.I. † (10 de julio de 1947-17 de enero de 1972 falleció) (administrador apostólico)
  - Sede vacante
  - Simon An Shi-en † (30 de agosto de 1989 consagrado-?)
  - Stephen Yang Xiangtai † (17 de septiembre de 1999 por sucesión-2016 retirado)
  - Joseph Sun Jigen, por sucesión en 2016